# Bracon spectabilis
Bracon spectabilis är en stekelart som beskrevs av Telenga 1936. Bracon spectabilis ingår i släktet Bracon och familjen bracksteklar. Inga underarter finns listade.